# Aptoceras coloniana
Aptoceras coloniana är en insektsart som beskrevs av Marius Descamps 1981. Aptoceras coloniana ingår i släktet Aptoceras och familjen gräshoppor. Inga underarter finns listade i Catalogue of Life.